# Aurora Australis
Aurora Australis är en australisk isbrytare, som sjösattes 1989. Hon ägs av P&O Maritime Services, men är regelbundet chartrad av Australian Antarctic Division som forskningsfartyg i vattnen vid Antarktis och för försörjning av australiska baser i Antarktis.
Aurora Australis är ritad som ett forsknings- och försörjningsfartyg. Hon byggdes av Carrington Slipways i Tomago, New South Wales.
Det är planerat att Aurora Australis 2020 ska ersättas av R/V Nuyina.

## Bildgalleri

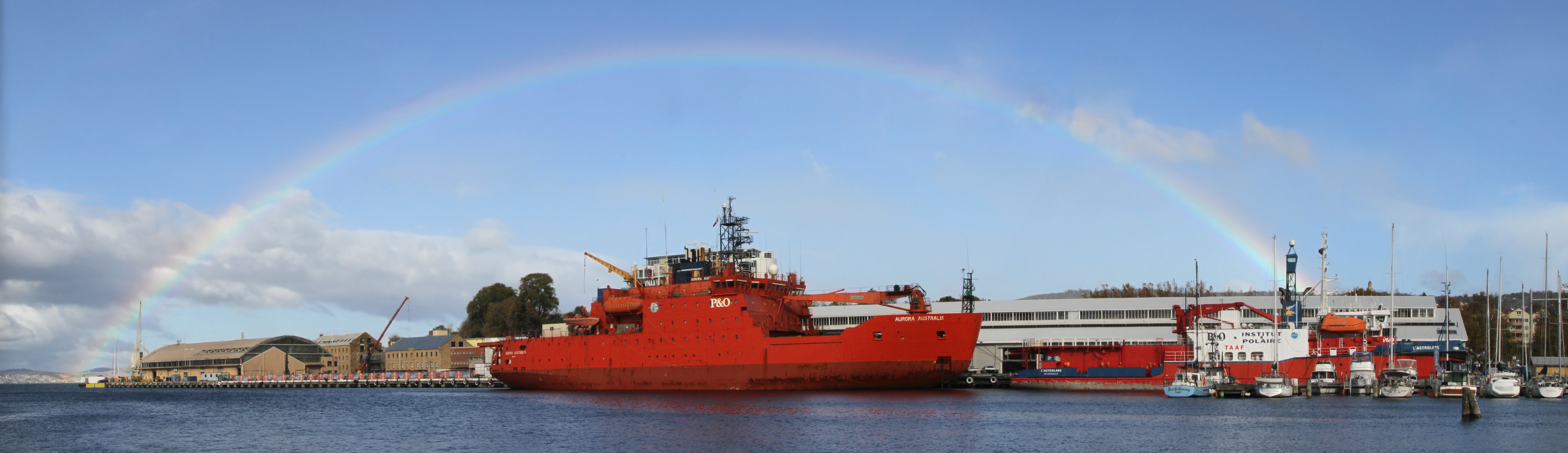
Aurora Australis vid kaj i Hobart 2012 med det dåvarande franska forskningsfartyget Astrolabe till höger.
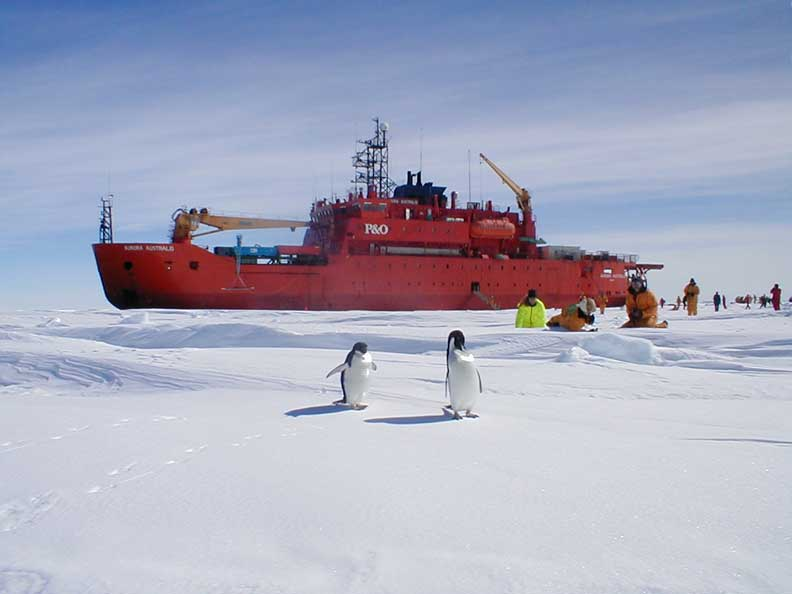
Forskare från Aurora Australis under observation av ett par pingviner